# Michael Nesmith
Michael Nesmith (ur. 30 grudnia 1942 w Houston, zm. 10 grudnia 2021 w Carmel Valley Village) – amerykański muzyk, wokalista, gitarzysta, autor tekstów piosenek, producent muzyczny.

## Biografia
Najbardziej znany jako członek pop-rockowego zespołu The Monkees i współgwiazda serialu telewizyjnego The Monkees (1966-1968). Jedną z najbardziej znanych piosenek napisanych przez Nesmitha była piosenka „Different Drum”, napisana dla Lindy Ronstadt i Stona Poneys'a.
Po rozpadzie Monkees, Nesmith kontynuował swoją karierę w pisaniu piosenek i występowaniu, najpierw z zespołem First National Band, z którym nagrali hit „Joanne”, a następnie jako artysta solowy. Grał na 12-strunowej specjalnie zbudowanej gitarze elektrycznej Gretsch podczas swojej kariery z zespołem Monkees i różnych 12-strunowych modelach akustycznych podczas swojej kariery po rozpadzie Monkees.
Był także producentem wykonawczym filmu Komornicy (1984). W 1981 roku Nesmith zdobył nagrodę Grammy przyznaną za Wideo Roku za godzinny program telewizyjny Elephant Parts.
Nesmith został zmuszony do odwołania ostatnich czterech koncertów swojej trasy koncertowej z 2018 roku wraz z Mickym Dolenzem z powodu „drobnej obawy o zdrowie”. W wywiadzie dla Rolling Stone opublikowanym 26 lipca tego roku, Nesmith powiedział, że przeszedł operację czterokrotnego pomostowania aortalno-wieńcowego i był hospitalizowany przez ponad miesiąc.
Nesmith zmarł z powodu niewydolności serca w swoim domu w Carmel Valley Village w Kalifornii, 10 grudnia 2021 roku, w wieku 78 lat.